# 那不勒斯阿夫拉戈拉车站
那不勒斯阿夫拉戈拉車站（義大利語：Stazione di Napoli Afragola）是主要服務義大利第三大城市那不勒斯的高速鐵路車站，實際位置位於鄰近的阿夫拉戈拉。那不勒斯阿夫拉戈拉車站由萨哈·哈帝和帕特里克·舒马赫联手设计，第一期工程已於2017年6月6日竣工，并于同年6月11日投入服务。是意大利南部重要的交通枢纽站之一，同时为四条高速城际线、三条区间线路和一条当地通勤线路提供服务，該站的第二階段計劃於2022年完工，以與那不勒斯-巴里高速鐵路線同時啟用。